# 庄川水力電気

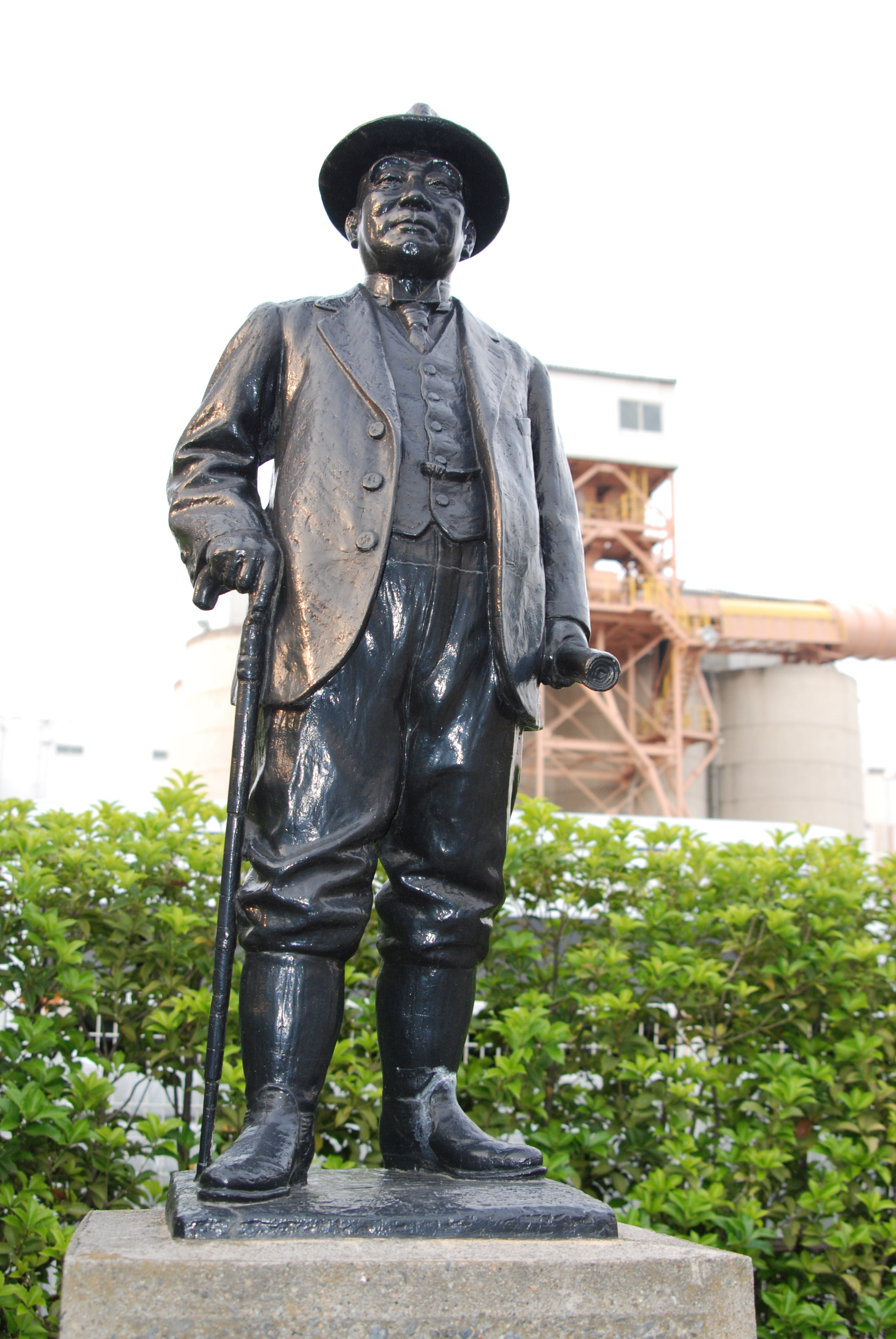
浅野財閥総帥 浅野総一郎の銅像

庄川水力電気（しょうがわすいりょくでんき）は浅野総一郎が創立した電力会社。浅野財閥が資金難に陥ったので、日本電力の傘下に入った。小牧ダムを有した。

## 浅野総一郎が庄川水力電気を創立
第一次世界大戦によって、日本は未曾有の好景気になった。この時期に浅野総一郎は事業を大拡張し、多数の会社を買収したり創立したりした。電力会社では関東水力電気と庄川水力電気を創立した。
浅野総一郎は1916年(大正5年)に庄川の水利使用を出願し、1919年(大正8年)1月に許可を得ると、9月に庄川水力電気を設立した。資本金は1000万円（四分の一払込）、総株20万株のうち地元の人々が3万株で、浅野財閥が17万株だった。ほとんどの重役が浅野財閥の人間だった。最初の計画は、庄川流域の八箇所にダムを建設して合計18万kw以上を発電するというものだった。当時日本は堰堤式発電が少なかったので、米国のストーン・アンド・ウェブスター会社(Stone & Webster)に設計を依頼した。そして1921年（大正10年）1月に工事担当技師長のメーシーら一行が来日し、調査してダムの位置を小牧に決定し、1922年（大正11年）7月に工事の認可を得た。ところが翌年に関東大震災で震災恐慌になると、資金調達が不可能になって工事が中止となり、外国人技師一行は帰国した。

## 浅野財閥から日本電力傘下に
1925年（大正14年）4月に大阪の日本電力と協定を結んで、電気を供給する代わりに資金と技術の提供を受けることになった。日本電力はこの時に浅野財閥の持ち株の半分を譲り受け、さらに地元の人達の株も買い集めて過半数を制した。工事の主導権を握った日本電力は、ダムの大きさや最大出力など全体的に設計を変更して、1926年（大正15年）7月から工事を再開した。1928年（昭和3年）には、1500万円（払込1125万円）に増資し、増資分の500万円すべてを日本電力が引き受けて、総株式30万株の7割を占めた。他方で浅野財閥の持ち株比率は24%に低下した。庄川流木争議で手間取ったものの、ようやく1930年（昭和5年）11月に発電を開始して、翌年には重役が日本電力主体になった。1933年（昭和8年）1月には浅野財閥の持株の大部分を日本電力が肩代わりし、1936年（昭和11年）下期には浅野系の重役はいなくなった。翌年上期に、浅野財閥は残りの持株を日本電力に売却した。庄川水力電気は浅野財閥を離れて日本電力の傘下に入った。2024年現在、小牧発電所（小牧ダム）は関西電力の所有である。